# Gigantoceras albifascia
Gigantoceras albifascia är en fjärilsart som beskrevs av Embrik Strand 1917. Gigantoceras albifascia ingår i släktet Gigantoceras och familjen trågspinnare. Inga underarter finns listade i Catalogue of Life.